# Dyskografia Grateful Dead
1967 The Grateful Dead
1968 Anthem of the Sun
1969 Aoxomoxoa
1969 Live/Dead
1970 Workingman’s Dead
1970 American Beauty
1971 The Grateful Dead (na żywo)
1972 Europe ’72 (na żywo)
1973 Wake of the Flood
1974 The Grateful Dead from the Mars Hotel
1975 Blues for Allah
1976 Steal Your Face (na żywo)
1977 Terrapin Station
1978 Shakedown Street
1980 Go to Heaven
1981 Reckoning (na żywo)
1981 Dead Set (na żywo)
1987 In the Dark
1989 Built to Last
1990 Without a Net (na żywo)
1991 Infrared Roses
1991 Dead Ringers – Touch of Grey
1993 Dick’s Picks Volume 1 (na żywo)
1995 The Grateful Dead Screen Saver
1995 Dick’s Picks Volume 2 (na żywo)
1995 Dick’s Picks Volume 3 (na żywo)
1996 Dick’s Picks Volume 4 (na żywo)
1996 Dick’s Picks, Volume 5 (na żywo)
1996 Dick’s Picks Volume 6 (na żywo)
1997 Fallout from the Phil Zone (na żywo)
1997 Dick’s Picks Volume 7 (na żywo)
1997 Dick’s Picks, Volume 8 (na żywo)
1997 Dick’s Picks, Volume 9 (na żywo)
1997 Terrapin Station (na żywo)
1998 Dick’s Picks Volume 10 (na żywo)
1998 Dick’s Picks Volume 11 (na żywo)